# Ever
Ever, pubblicato nel 1993, è il quinto album in studio del gruppo neoprogressive britannico IQ. Vede il ritorno alla voce di Peter Nicholls dopo la parentesi dei due precedenti album con Paul Menel.

## Tracce
1. The Darkest Hour – 10:52
2. Fading Senses – 6:36
3. Out Of Nowhere – 5:10
4. Further Away – 14:30
5. Leap Of Faith – 7:22
6. Came Down – 5:57

## Formazione
- Paul Cook – percussioni
- John Jowitt – basso elettrico
- Mike Holmes – chitarra
- Peter Nicholls – voce
- Martin Orford – tastiera